# John Seale
John Seale, właściwie John Clement Seale (ur. 5 października 1942 w Warwick w Australii) – australijski operator i reżyser.

## Nagrody
- 1981 – nominacja Australijskiego Instytutu Filmowego za zdjęcia do filmu The Survivor
- 1983 – Nagroda Australijskiego Instytutu Filmowego za zdjęcia do filmu Ostrożnie bo usłyszy (Careful, He Might Hear You)
- 1984 – nominacja Australijskiego Instytutu Filmowego za zdjęcia do filmu Silver City
- 1986 – nominacja do Nagrody BAFTA za zdjęcia do filmu Świadek (Witness)
- 1986 – nominacja do Oscara za najlepsze zdjęcia do filmu Świadek (Witness)
- 1989 – nominacja do Oscara za najlepsze zdjęcia do filmu Rain Man
- 1990 – nominacja do Nagrody BAFTA za zdjęcia do filmu Goryle we mgle (Gorillas in the Mist: The Story of Dian Fossey)
- 1997 – Nagroda BAFTA za zdjęcia do filmu Angielski pacjent (The English Patient)
- 1997 – Oscar za zdjęcia do filmu Angielski pacjent (The English Patient)
- 2000 – nominacja do Nagrody Sierra za zdjęcia do filmu Utalentowany pan Ripley (The Talented Mr. Ripley)
- 2000 – nominacja do Nagrody BAFTA za zdjęcia do filmu Utalentowany pan Ripley (The Talented Mr. Ripley)
- 2004 – nominacja do Nagrody BAFTA za zdjęcia do filmu Wzgórze nadziei (Cold Mountain)
- 2004 – nominacja do Oscara za najlepsze zdjęcia do filmu Wzgórze nadziei (Cold Mountain)

## Filmografia

### Operator
- 1981 The Survivor
- 1983 Ostrożnie bo usłyszy (Careful, He Might Hear You)
- 1984 Silver City
- 1985 Świadek (Witness)
- 1986 Dzieci gorszego Boga (Children of a Lesser God)
- 1986 Autostopowicz (The Hitcher)
- 1986 Wybrzeże moskitów (The Mosquito Coast)
- 1987 Zasadzka (Stakeout)
- 1988 Goryle we mgle (Gorillas in the Mist)
- 1988 Rain Man
- 1989 Stowarzyszenie Umarłych Poetów (Dead Poets Society)
- 1991 Doktor (The Doctor)
- 1992 Olej Lorenza (Lorenzo's Oil)
- 1993 Firma (The Firm)
- 1994 Zawód: dziennikarz (The Paper)
- 1995 Prezydent: Miłość w Białym Domu (The American President)
- 1995 Ucieczka z Rangunu (Beyond Rangoon)
- 1996 Duchy Missisipi (Ghosts of Mississippi)
- 1996 Angielski pacjent (The English Patient)
- 1998 Miasto aniołów (City of Angels)
- 1999 Utalentowany pan Ripley (The Talented Mr. Ripley)
- 1999 Dotyk miłości (At First Sight)
- 2000 Gniew oceanu (The Perfect Storm)
- 2001 Harry Potter i Kamień Filozoficzny (Harry Potter and the Sorcerer’s Stone)
- 2003 Wzgórze nadziei (Cold Mountain)
- 2003 Łowca snów (Dreamcatcher)
- 2004 Trudne słówka (Spanglish)
- 2006 Posejdon (Poseidon)
- 2010 Turysta (The Tourist)

### Reżyser
- 1990 Potem zjawiłeś się ty (Till There Was You)